# Operazione Kugelblitz
L'operazione Kugelblitz (traducibile in italiano come "fulmine globulare") fu una grande offensiva anti-partigiana condotta dalle forze tedesche tra il 2 e il 17 dicembre del 1943, svolta sul fronte jugoslavo durante la seconda guerra mondiale.

## Storia
I tedeschi attaccarono le forze partigiane di Josip Broz Tito nella parte orientale dello Stato indipendente di Croazia nel tentativo di circondarle e distruggerle, impedendo in tal modo l'ingresso dei partigiani in Serbia. Per capitalizzare il successo iniziale dell'operazione Kugelblitz, fu immediatamente seguita dall'operazione Schneesturm. Entrambe le operazioni sono associate alla Sesta Offensiva Nemica (in lingua serbo-croata: Šesta neprijateljska ofenziva/ofanziva), come viene definito questo ciclo di operazioni nella storiografia partigiana jugoslava.
Questa fu la prima di una serie di offensive tedesche il cui scopo era di distruggere le unità partigiane in Bosnia orientale. Il piano era però troppo ambizioso, e le truppe tedesche impegnate in questa operazione furono incaricate di coprire un'area troppo grande.

### Preparazione per l'operazione
Il comando dei partigiani si trovava presso la città montenegrina di Pljevlja.
In seguito alle ricognizioni della Luftwaffe, che rivelarono la presenza di soldati nemici nella regione della Bosnia occidentale, le forze tedesche organizzarono una grande operazione. Qui furono utilizzate le forze appartenenti al 5. SS-GebirgsKorps:
- 7. SS-Freiwilligen-Gebirgs-Division "Prinz Eugen" che partiva da sud;
- 1. Gebirgs-Division che partiva da sud-est;
- 24. divisione di fanteria bulgara che partiva da oriente;
- 187. Infanterie-Division e 1. divisione da montagna croata che invece partiva da nord;
- 369. (kroatische) Infanterie-Division da Travnik, Zenica e Sarajevo verso ovest.

L'SS-Obergruppenführer Artur Phleps incontrò personalmente Adolf Hitler per discutere i piani della battaglia ma soprattutto per decidere la data d'inizio dell'operazione, che venne fissata per il 2 dicembre 1943.

### Il conflitto
La prima divisione che prese parte all'operazione fu la 369ª, che partì verso la linea Zenica-Busovača in direzione est verso la regione bosniaca. La divisione croata venne in aiuto della precedente perché dei partigiani riuscirono a entrare a Travnik. La 187ª, invece, si mosse verso la linea Kladanj-Vlasenica partendo dalla linea Tuzla-Zvornik. La divisione bulgara aveva il compito di controllare la vasta area del fiume Drina, tra le località di Višegrad e Banja Basta.
Dopo appena due giorni dall'inizio dell'operazione le difese partigiane del Sangiaccato furono superate dalla 1. Gebirgs-Division, andando a conquistare la strategica Pljevlja, dove vi si era insediato il comando partigiano.
Le forze della Prinz Eugen si separarono allora in tre colonne:
- colonna di destra, con il compito di attraversare l'area innevata del monte di Čemerno;
- colonna di sinistra, che passò su una via con  molti ponti distrutti dal nemico;
- colonna dei rifornimenti al seguito delle prime due, che seguiva con 3 giorni di ritardo.

L'avanzata tedesca riuscì nel suo intento di impedire e riorganizzare una strategia difensiva efficiente ed efficace del nemico. Tale operazione causò circa 1 500 morti, oltre ai numerosi feriti tra le forze partigiane. Altri riuscirono a sfuggire alla manovra a tenaglia, ma dovettero marciare per giorni nella neve, sprovvisti di cibo e senza calzature adeguate, con conseguenti numerosi casi di congelamento.
Nonostante il mancato raggiungimento di tutti gli obiettivi pianificati, l'operazione terminò il 17 dicembre, e il comando tedesco si ritenne comunque soddisfatto del recupero di numerose armi oltre che delle numerose perdite inflitte ai partigiani in questa battaglia.